# CLUEL
CLUEL（クルーエル）は、THE BOOKS Publishingが出版している日本の女性用ファッション雑誌である。2014年9月創刊で、毎月12日発売。扱う洋服の系統はトラッド・ハイカジュアルと呼ばれるものであり、モデルは10代のロシア系の白人モデルが多く起用されている。